# Nephrotoma austriaca
Nephrotoma austriaca är en tvåvingeart som först beskrevs av Mannheims och Theowald 1959.  Nephrotoma austriaca ingår i släktet Nephrotoma och familjen storharkrankar. Inga underarter finns listade i Catalogue of Life.